# Олбани (Джорджия)
О́лбани (англ. Albany) — город в США, в штате Джорджия, административный центр округа Доэрти.

## География
Город расположен в юго-западной части штата Джорджия, на берегу реки Флинт. По данным Бюро переписи населения США площадь города составляет 144,7 км².

## Население
По данным переписи 2010 года население Олбани составляет 77 434 человека, что делает его восьмым крупнейшим городом штата. Плотность населения — более 535 чел/км². Расовый состав: белые (25,2 %); афроамериканцы (71,6 %); коренные американцы (0,2 %); азиаты (0,8 %); жители островов Тихого океана (0,1 %); представители других рас (0,9 %) и представители двух и более рас (1,1 %). Латиноамериканцы всех рас составляют 2,1 % населения.
27,8 % населения города — лица в возрасте младше 18 лет; 13,0 % — от 18 до 24 лет; 27,7 % — от 25 до 44 лет; 19,6 % — от 45 до 64 лет и 11,3 % — 65 лет и старше. Средний возраст населения — 31,4 лет. На каждые 100 женщин приходится 85,6 мужчин. На каждые 100 женщин в возрасте старше 18 лет — 116,7 мужчин.
Средний доход на домохозяйство — $25 191; средний доход на семью — $35 067. Средний доход на душу населения — $16 117.
| 1950   | 1960   | 1970   | 1980   | 1990   | 2000   | 2010   |
| ------ | ------ | ------ | ------ | ------ | ------ | ------ |
| 31 155 | 55 890 | 72 623 | 74 059 | 78 122 | 76 939 | 77 434 |

## Транспорт
В 6 км к юго-западу от центра города расположен небольшой аэропорт.

## Известные уроженцы
- Рэй Чарльз — американский музыкант, исполнитель музыки в стилях соул, джаз и ритм-энд-блюз.